# Ernst von Metternich

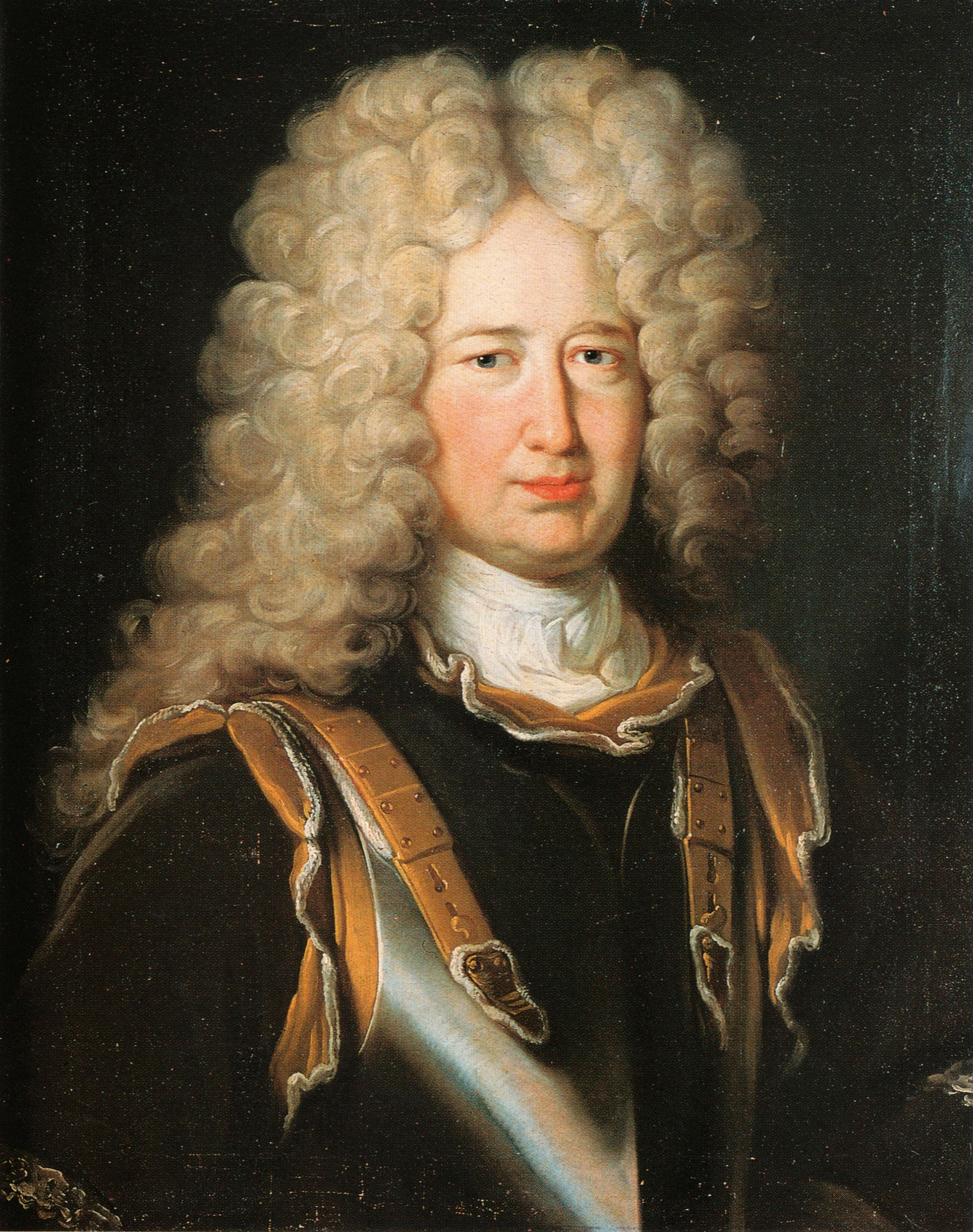
Ernst Graf von Metternich (1657–1727), Gemälde von Johann Rudolf Huber (um 1707)

Ernst Freiherr von Metternich, seit 1697 Graf, (* 5. Dezember 1657; † 27. Dezember 1727 in Regensburg) war ein kurbrandenburgischer, dann preußischer Diplomat.

## Leben

### Herkunft und Familie
Ernst von Metternich war Angehöriger der protestantischen neumärkischen Linie Chursdorf der Freiherren von Metternich, einer Gemeinde der Kleinstadt Berlinchen. Seine Eltern waren Johann Reinhard Freiherr von Metternich († 1712), Administrator des Stifts Halberstadt und Lucia von Bornstedt aus dem Hause Lochstedt. Er vermählte sich mit Anna von Regal zu Kranichfeld (1670–1737). Aus der Ehe sind drei Kinder hervorgegangen:
1. Ernst Eberhard Freiherr von Metternich (1691–1717), preußischer Gesandter am Immerwährenden Reichstag
2. Elenore Christine Freiin von Metternich (1692–1752), ⚭ 1708 Maximilian Ludwig von Regal zu Kranichfeld (1668–1717), einem kaiserlichen General und ein Cousin ihrer Mutter.
3. Ernst August Freiherr von Metternich (1694–1720)

### Werdegang und Zusammenarbeit mit dem Sohn Ernst Eberhard
Metternich war brandenburgischer Geheimer Staatsrat und wurde 1690 als Gesandter zum Immerwährenden Reichstag nach Regensburg geschickt. Dort wurde er am 28. Mai 1696 vom Kaiser Leopold I. in den Reichsgrafenstand erhoben. Am Kaiserhof in Wien war er einer derjenigen, die die Verleihung der Königswürde an Kurfürst Friedrich III. von Brandenburg aushandelten. 1702 wurde Metternich zum außerordentlichen Gesandten in der Eidgenossenschaft ernannt. Dort war er ab 1706 zusammen mit seinem damals erst 17 Jahre alten Sohn Ernst Eberhard, der von ihm als Diplomat ausgebildet wurde, an den Verhandlungen beteiligt, bei denen unter 15 Bewerbern ausgewählt werden musste, die sich als Nachfolger für die fürstliche Herrschaft im Neuenburg beworben hatten. Unter den Bewerbern war auch der preußische König Friedrich I., der am 3. November 1707 als Ergebnis der Verhandlungen den Zuschlag als Herrscher Neuenburgs erhielt. Der Sohn Ernst Eberhard bekam den Auftrag, die Nachricht über den erreichten großen diplomatischen Erfolg nach Berlin an den königlichen Hof zu überbringen. Als Überbringer der guten Nachricht wurde er vom König zum Geheimrat und zum Kammerherrn ernannt, zusätzlich auch noch finanziell belohnt und zum Mitgesandten seines Vaters am Reichstag in Regensburg berufen mit Legitimation für Kurbrandenburg und das diesem zugeordnete ehemalige Herzogtum Magdeburg, sowie für das Fürstentum Halberstadt.
Bis Juni 1709 war der Vater Ernst von Metternich De-facto-Gouverneur und Präsident des Staatsrats im heutigen Neuchâtel, führte aber die Geschäfte von Regensburg aus. Aus den Jahren von 1698 bis 1707 stammen 40 von Ernst von Metternich geschriebene Briefe, die sich erhalten haben. Das Stadtarchiv Regensburg konnte sie 2019 auf einer Auktion erwerben. Nach Aussage des Stadtarchivs haben sie Seltenheitswert, weil die Archive der Gesandten am Reichstag nach der Auflösung des Reichstags 1806 zum Großteil vernichtet wurden.
Nach 1712 war Metternich wiederum zusammen mit seinem Sohn mehrere Monate als Gesandter von Preußen in Utrecht bei der Aushandlung des Friedens von Utrecht tätig.

### Krankheit, Konversion und Tod
In Regensburg konnte Metternich nur noch wenige Jahre mit seinem Sohn als Mitgesandtem zusammenarbeiten, denn der Sohn starb überraschend 1717 im Alter von nur 27 Jahren. Sein Begräbnis erfolgte in der zuvor erworbenen Familiengruft auf dem heutigen Gesandtenfriedhof, in der später (1738) auch seine Mutter begraben wurde. Beide Begräbnisse sind im handschriftlichen Begräbnisverzeichnis festgehalten. Das Epitaph für den als Protestant verstorbenen Sohn wurde auf Veranlassung der Mutter aber erst 10 Jahre später 1728 errichtet, nachdem für ihren nach seiner Konversion 1727 als Katholik verstorbenen Ehemann ein Epitaph in der Kirche von Kloster Sankt Emmeram errichtet worden war (s. u.).
Nach dem Tod seines Sohnes erkrankte der Vater Metternich und musste 1720 auch den Tod seines zweiten Sohnes Ernst August (1694–1720) erleben, der ebenfalls jung verstarb. In der Folge verschlimmerte sich die Krankheit des Vaters, und er ließ sich von seiner bereits verwitweten Tochter betreuen, zu der er ein starkes Vertrauensverhältnis entwickelte. Seine Ehefrau Maria Anna, geborene von Regal (1670–1738), die sehr stark protestantisch geprägt war, wurde von ihrer Tochter von der Betreuung ihres kranken Ehemannes ferngehalten. Sie erfuhr nicht, dass ihr Ehemann und ihre Tochter hinter ihrem Rücken eine gemeinsame Konversion zum katholischen Glauben vorbereitet hatten, in die auch die drei Enkel einbezogen wurden. Das schwierige Konversions-Verfahren wurde mit mehreren Besuchen katholischer Geistlicher, die sich ohne Amtstracht als Ärzte ausgaben, so durchgeführt, dass der Glaubenswechsel später juristisch nicht angezweifelt werden konnte.

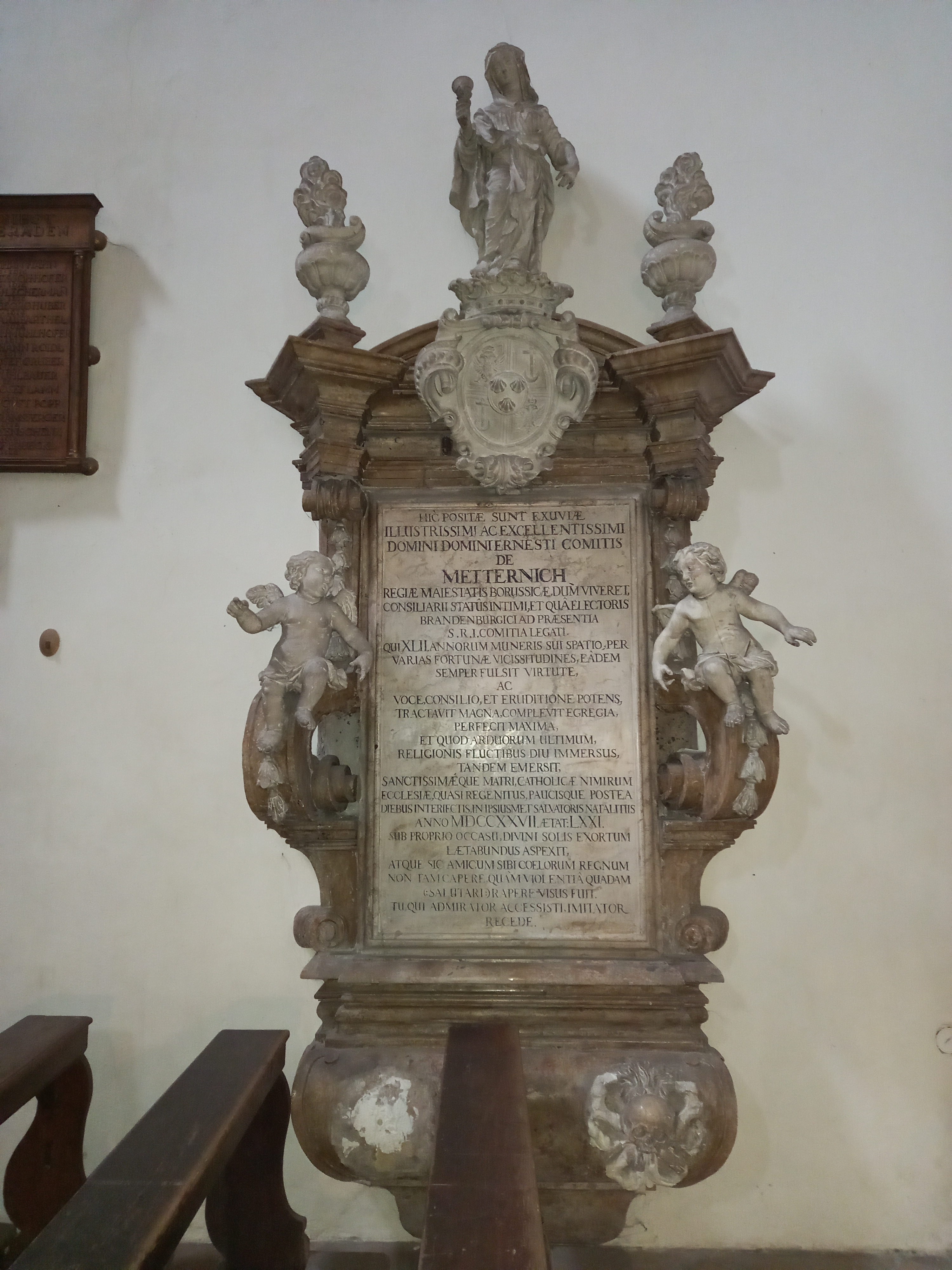
Epitaph des Ernst von Metternich in St. Emmeram (Regensburg)

Zwei Tage vor seinem Tod konvertierte Ernst von Metternich zum katholischen Glauben. Sein Leichnam wurde auf Veranlassung des Prinzipalkommissars aus der Wohnung der Familie am Arnulfsplatz abgeholt und unter dreitägigem Läuten aller Glocken katholischer Stadt-Kirchen in der Klosterkirche von St. Emmeram bis zum Begräbnis am 2. Januar 1728 prunkvoll aufgebahrt. Das Begräbnis und auch das Requiem am 7. Januar wurde vom Fürstabt Anselm Godin selbst gestaltet. Der Ort seiner Grabstelle ist unbekannt, jedoch ist es bemerkenswert, dass für den preußischen Gesandten Metternich an einem sehr prominenten Platz in der katholischen Klosterkirche St. Emmeram, neben dem Epitaph des kaiserlichen Prinzipalkommissars Alexander Ferdinand von Thurn und Taxis ein weiteres großes Epitaph errichtet wurde. Das Metternich-Epitaph ist geschmückt mit einer Frauenfigur, die zu deuten ist als Ecclesia im Sinne der wahren katholischen Kirche, die über den Protestantismus triumphiert. Zusätzlich trägt das Epitaph eine die Ehefrau und die Protestanten der Stadt provozierende Inschrift. In der Inschrift wird der konvertierte Metternich als Überwinder seiner calvinistischen Religion gepriesen, verbunden mit der Aufforderung an die protestantischen Leser der Inschrift, dem Verstorbenen nachzueifern. Übersetzung der Inschrift:

„Hier sind die sterblichen Überreste des hohen Herrn Ernst Graf von Metternich, zu Lebzeiten der königlichen Majestät von Preußen geheimer Rat und des Kurfürsten von Brandenburg Gesandter beim Reichstag des Heiligen Römischen Reichs, 42 Jahre lang hatte er die Ämter inne, erlitt verschiedene Wechselfälle des Glücks, immer mit derselben Charakterstärke, durch seine Stimme, durch seinen Rat und seine breite Bildung löste er Großes, brachte Außergewöhnliches zustande, erledigte Höchstes, und was das Schwerste des Schweren ist, er war lange in den Fluten seiner Religion eingetaucht, endlich tauchte er wieder auf und kehrte gleichsam wiedergeboren zur heiligen Mutter Kirche zurück, starb wenige Tage später, am Geburtstag des Erlösers 1727 im Alter von 71 Jahren. Beim eigenen Untergang erblickte er froh den Aufgang des göttlichen Lichts und nahm geradezu inständig das himmlische Reich für sich als Freund entgegen. 
Du aber, der du voller Bewunderung hergekommen bist, gehe weg und ahme es nach!“

Die Konversion des preußischen Gesandten Ernst von Metternich erregte weit über Regensburg hinaus große Aufmerksamkeit und ungläubiges Staunen. Viele Kommentare und Flugblätter waren die Folge, in denen der Vorgang und die zu Grunde liegenden Motive sehr polemisch angezweifelt wurden. Denn es war bekannt, dass Metternich schon Jahre zuvor auf dem Gesandtenfriedhof, dem Kirchhof der protestantischen Dreieinigkeitskirche eine Grabstätte für sich selbst und für seine Familie gekauft hatte. Dort war 1717 sein jung verstorbener Sohn und Mitgesandter Ernst Eberhard von Metternich begraben worden.

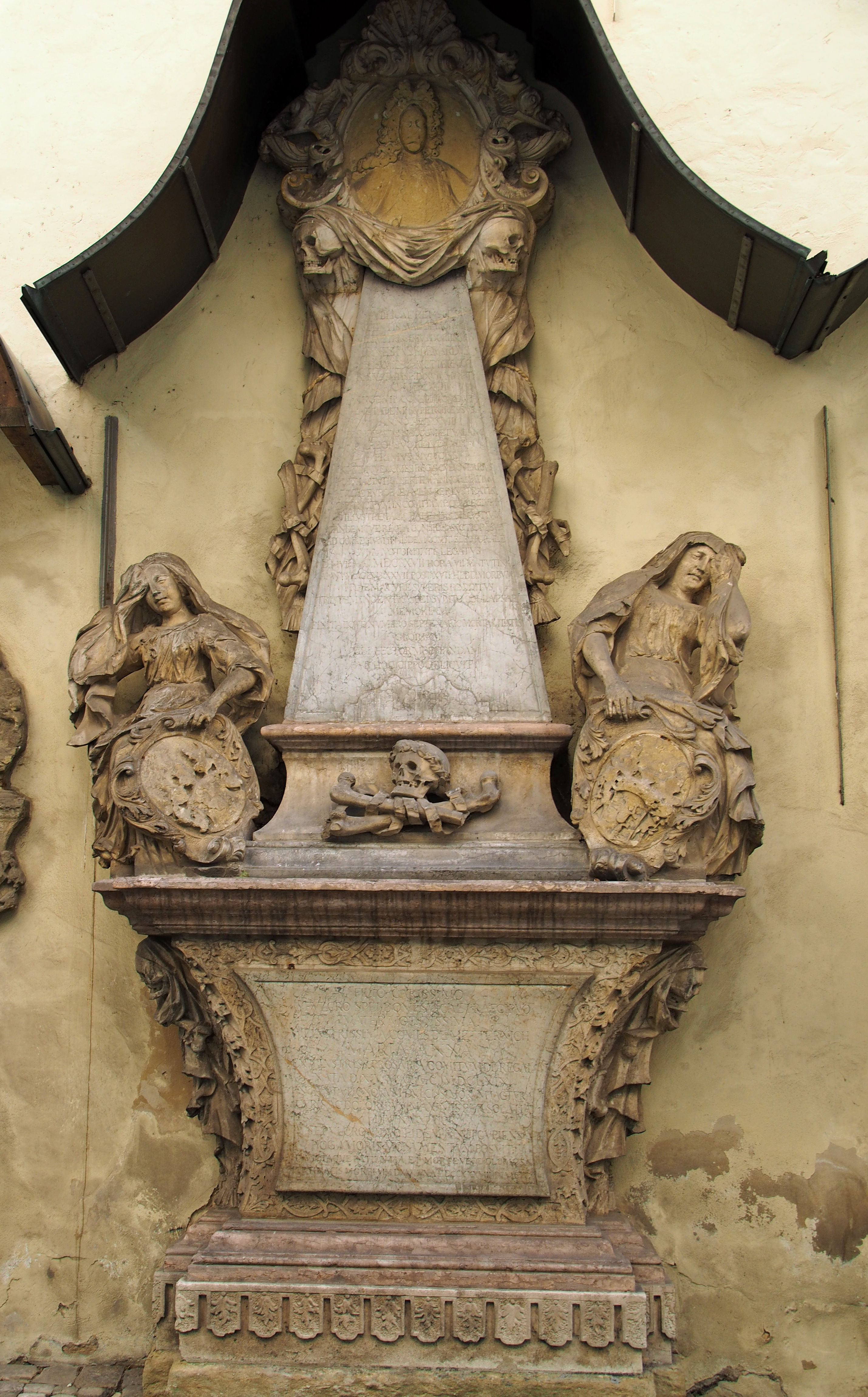
Epitaph für den Sohn Ernst Eberhard von Metternich und dessen Mutter, die Ehefrau des Ernst v. Metternich auf dem Gesandtenfriedhof Regensburg

Seine Ehefrau, eine streng gläubige Protestantin, wurde von der Konversion ihres Ehemannes völlig überrascht. Sie verfluchte ihre Tochter, die hinter dem Rücken der Mutter die Konversion des Ehemannes betrieben hatte, der sich ihr gegenüber nicht offenbart hatte. Sie schilderte in einer eigenen schriftlichen Verlautbarung die Vorgänge aus ihrer Sicht und ließ zusätzlich noch zehn Jahre nach dem Tod ihres Sohnes Ernst Eberhard auf dem protestantischen Gesandtenfriedhof oberhalb der Grabstätte des Sohnes für ihn ein großes Epitaph errichten. In der Inschrift dieses Epitaphs, das als Antwort auf das Epitaph des konvertierten Vaters gedacht war, wird der Vater mit keinem Wort erwähnt, obwohl er die Karriere seines Sohnes betrieben und stark gefördert hatte. Die Kosten für das Epitaph des Sohnes waren so hoch, dass die Mutter später ihr bereits hinterlegtes Testament zurückziehen musste.
Der vom Vater Metternich betriebene hohe Aufwand bei seiner Konversion und die gleichzeitig von ihm durch Überredung und durch sein Beispiel erreichte Konversion seiner Tochter lässt als weltliches Motiv vermuten, dass Metternich beabsichtigte, das finanzielle Wohl seiner verwitweten Tochter und seiner vier Enkel zu sichern. Der Ehemann der Tochter, Maximilian Ludwig von Regal (1668–1717), ein Cousin ihrer Mutter, war als hoher Offizier des Kaisers bei Belgrad ums Leben gekommen. Er stammte wie die ganze in Regensburg ansässige Familie von Regal aus Böhmen. Diese Exulantenfamilie war in Böhmen begütert, jedoch waren die Eltern und alle Geschwister bereits verstorben. Also war die Tochter von Metternich als Witwe und ihre Kinder, seine Enkel, die alleinigen Erben. In Böhmen aber war die Vererbung von Grundbesitz an das katholische Bekenntnis gebunden, das Tochter und Enkel dann nach dem Vorbild des konvertierten (Groß)vaters ebenfalls annahmen.

Der Vorgang der Konversion von Metternich zog eine Reihe von Kontroversen nach sich. König Friedrich Wilhelm I. schrieb am 20. Januar 1728, Ernst von Metternich hätte 

„die Infamie gehabt, ihm Anzeige gemacht, er sei schon lange heimlich übergetreten, mit dem naiv-frechen Beisatz: „jedem rechtschaffenen Katholiken stehe es frei, sich in Religionsaffairen von einem evangelischen Herren zum Scheine brauchen zu lassen.“ (…) Sein Cadaver hätte ihm zur wohlverdienten Strafe an einem ganz andern Orte verfaulen sollen, als in einem ehrlichem Grabe.“